# 카타리나 프릿치

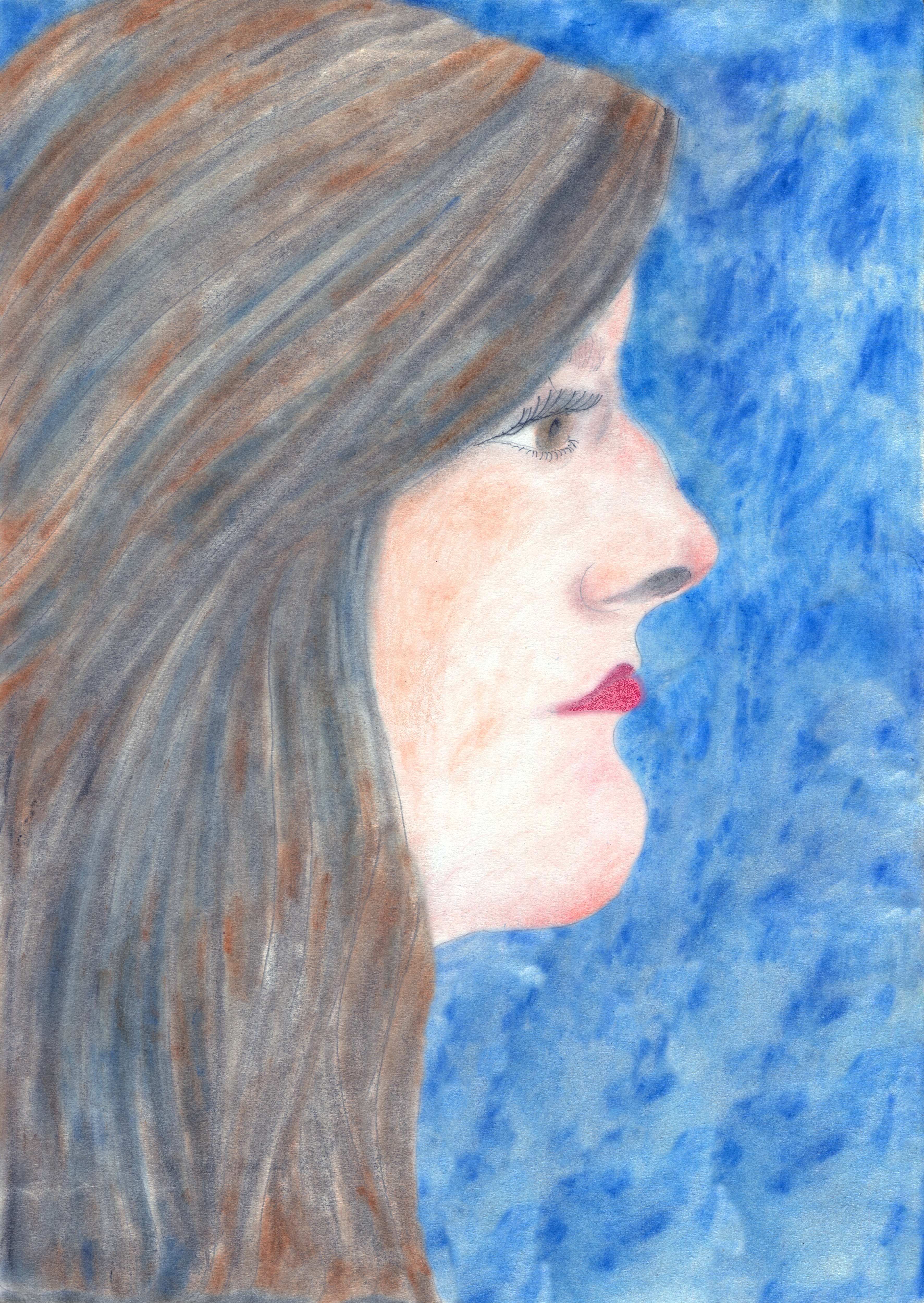

카타리나 프릿치 (1956년 2월 14일~)은 독일의 조각가이다. 독일의 뒤셀도르프에서 살며 작업하고 있다. 그녀는 쿤스트아카데미 뒤셀도르프의 교수이다.

## 작품
카타리나 프릿치는 부조화스럽고 기묘한 느낌을 주어 익숙한 오브제를 다시 보게 만드는 조각과 설치미술로 유명하다. 그녀 작업의 도상은 기독교, 미술사와 민속을 포함해서 매우 다양한 소스에서 그려진다. 1980년대 중반에 그녀는 실제 스케일의 코끼리 작업으로 세계적 관심을 받았다. 그녀의 미술은 미술관에 대한 관람객의 기대들과 심리로 간주된다. 대표작으로 수탉이 있다.
게리 개럴스(Gary Garrels)는 "프릿치 작업의 두드러지는 특징은 두가지다. 하나는 보자마자 즉각적으로 느낌을 주기 때문에 친숙한 상상력을 잡아내는 것이고 또 하나는 현대미술계의 주목을 끌어 특별한 토론을 이끌어낸다는 것이다." 라고 썼다. 이것은 애매한 것과, 미술가와 대중들 사이에 다른 관계들, 미술과 그것의 전시 - 20세기 후반의 미술과 전시, 미술관의 역할을 설명하며, 이것들이 진기하게 만나는 포인트가 그녀 작업의 중심이다. 그녀만의 특별한 색감은 유년기때와 연결되는데,  파버 카스텔사의 미술도구 영업사원이었던 할아버지가 창고에 쌓아두었던 재고 물품의 영향이다.

그녀의 작업과정에서, 프릿치는 전통조각의 기법과 산업생산의 기술을 합친다. 반면에 그녀의 초기작들의 많은 것은 수공으로 만들어졌다. 요즘 프릿치는 작품의 모델작업만 하고 그것을 거의 병적인 설명서와 함께 공장으로 보낸다. 그녀는 원형들을 만들기 위해 이러한 모델들을 사용한다, 그것에서 최종 조각들이 석고와 폴리에스터, 알루미늄으로 캐스팅된다. 많은 것들이 에디션으로 제작된다, 한 주형틀에서 복제물들이 캐스팅된다. 그녀 전시의 기간 동안, 존경받는 미술관에서 그녀의 복제품을 판매가능하게 한다.